# Yonkaira Peña
Yonkaira Paola Peña Isabel  (Santo Domingo, 10 de maio de 1993)é uma voleibolista indoor dominicana, que atua na posição de ponteira.

## Carreira
Iniciou a carreira no Mirador Deporte y Casal , permaneceu de 2010 a 2012, transferindo-se para o clube peruano do Universidad de San Martín de Porres, sendo na vice-campeão nacional na edição da Liga Nacional Superior  de Voleibol Feminino (LNSVF) de 2011-12., e o clube desistiu de participar da edição do Campeonato Sul-Americano de Clubes de 2012. e novamente foi vice-campeão da LNSVF  na temporada 2012-13.
Em 2012, conquistou o título da Copa Pan-Americana Sub-23 em Callao e foi eleita melhor jogadora da competição.No período de 2013-14 atuou no voleibol japonês pelo Toray Arrows.
Conquistou na jornada 2014-15 pelo Bursa BBSK o título da Challenge Cup, já pelo time do Chemik Police sagrou-se campeã da Supercopa Polonesa, da Copa da Polônia e da da Liga A Polonesa.Pelo time brasileiro Rexona-Sesc foi vice-campeã do Sul-Americano de Clubes de 2018, campeonato carioca de 2018 e vice-campeã da Superliga Brasileira A, permanecendo até 2020.
Em 2018 e foi contratada pelo Guerreras  e contribuiu para a conquista do título da Liga A Dominicana de 2018..
Em 2020-21 atuou pelo Jakarta Pertamina Fastron e retornou ao Sesc RJ/Flamengo e foi premiada como a melhor ponteira da Superliga Brasileira A e alcançou pelo Gerdau Minas na temporada 2022-23 o título da Copa Brasil de 2013, o vice-campeonato na Supercopa de 2022 e na Superliga Brasileira A 2022-23 e também no Sul-Americano  de Clubes de 2022.

### Seleção Dominicana
Em 3 de agosto de 2024, a Seleção Dominicana conquistou sua primeira vitória no torneio de vôlei feminino das Olimpíadas de Paris 2024, em vitória sobre a Holanda, na Arena 1 do Sul de Paris, classificou-a para as quartas de final do evento, e Peña foi o principal destaque ao anotar 28 pontos.

## Títulos e resultados
- Supercopa Brasileira:2022
- Copa Brasil:2023
- Liga A Polonesa:2015-16
- Supercopa Polonesa:2015-16
- Copa da Polônia:2015-16
- Superliga Brasileira Aː2017-18 e 2022-23
- Liga A Japonesa:2013-14
- Liga A Dominicana:2018
- Liga A Peruana:2011-12 e 2012-13
- Campeonato Carioca:2018

## Prêmios individuais
- 2a Melhor Ponteira dos Jogos Pan-Americanos de 2023
- 2a Melhor Ponteira do Campeonato Sul-Americano de Clubes Feminino de 2023
- 2a Melhor Ponteira da Superliga Brasileira A de 2022-23
- 1a Melhor Ponteira da Superliga Brasileira de 2021-22